# 山德罗·科伊斯
山德罗·科伊斯（義大利語：Sandro Cois，1972年6月9日—），意大利男子足球运动员，场上位置是中场。他曾代表意大利国家队参加1998年国际足联世界杯，结果止步八强。